# Streptocephalus papillatus
Streptocephalus papillatus är en kräftdjursart som beskrevs av Georg Ossian Sars 1906. Streptocephalus papillatus ingår i släktet Streptocephalus, och familjen Streptocephalidae. Inga underarter finns listade.